# Au bal de Flore
Au bal de Flore je francouzský němý film z roku 1900. Režisérkou je Alice Guy (1873–1968). Film trvá zhruba dvě minuty a později byl kolorován.
Film zobrazuje tanec slečen Lally a Julyett z koncertního sálu Olympia. Jedná se o jeden z mnoha tanečních filmů Alice Guy. Film je volným dílem.